# Magneuptychia libye
Espèce
Magneuptychia libye est une espèce d'insectes lépidoptères (papillons) de la famille des Nymphalidae, de la sous-famille des Satyrinae et du genre Magneuptychia.

## Dénomination
Magneuptychia libye a été décrit par Carl von Linné en 1767 sous le nom initial de Papilio libye.
Synonyme : Euptychia libyoidea Butler, 1867.

### Noms vernaculaires
Magneuptychia libye se nomme Blue-gray Satyr en anglais.

## Description
Magneuptychia libye est un papillon d'une envergure entre 40 mm et 47 mm, de couleur marron clair à aile postérieure festonnée.  Le revers est bleuté rayé d'ocre cuivré et orné aux ailes postérieures d'une ligne submarginale d'ocelles de tailles diverses dont seuls ceux de l'apex et proches de l'angle anal sont foncés et pupillés,.

## Biologie

### Plantes hôtes
Les plantes hôtes de sa chenille sont des Panicum.

## Écologie et distribution
Magneuptychia libye est présent au Mexique, au Nicaragua, en Équateur, au Surinam et en Guyane,,.

### Protection
Pas de statut de protection particulier.